# Strauchiger Gamander
Der Strauchige Gamander (Teucrium fruticans) ist eine Pflanzenart aus der Gattung Gamander (Teucrium) in der Familie der Lippenblütler (Lamiaceae).

## Beschreibung

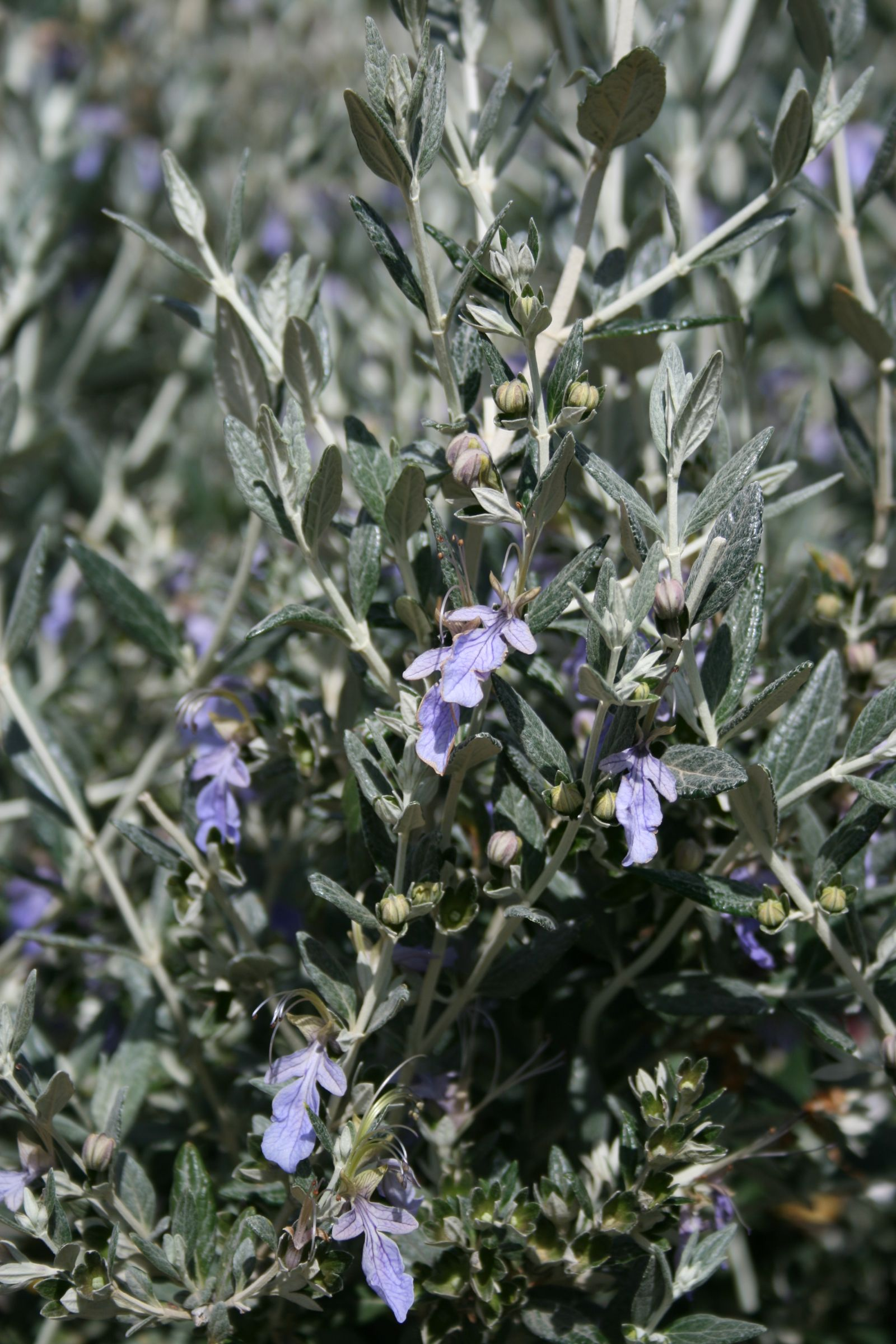
Strauchiger Gamander (Teucrium fruticans)

Der Strauchige Gamander ist ein immergrüner Strauch mit einer Wuchshöhe von bis zu 2,5 m. Die Zweige sind vierkantig und weißfilzig behaart. Die Laubblätter sind lanzettlich bis eiförmig, ganzrandig, flach und kurz gestielt. Die Unterseite ist weiß oder rötlich filzig behaart, die Oberseite ist dünn filzig behaart und verkahlt oftmals und wird glänzend.
Der Blütenstand besteht aus Scheinquirlen aus zwei Blüten, die in der Achsel laubblattartiger Tragblätter sitzen. Der Kelch ist kurz glockenförmig, auf der Außenseite weißlich filzig behaart und auf der Innenseite unbehaart. Die Krone ist 15 bis 25 mm lang und blau oder lila gefärbt. Die Staubblätter ragen weit über aus der Krone hinaus.
Die Chromosomenzahl beträgt 2n = 30.

## Vorkommen
Die Art ist im westlichen Mittelmeergebiet verbreitet und kommt auch in Portugal und auf den Adria-Inseln Dalmatiens vor. Sie wächst an trockenen, sonnigen Standorten. Ihr Verbreitungsgebiet umfasst die Länder Marokko, Algerien, Tunesien, Libyen, Portugal, Spanien, Frankreich, Sardinien, Korsika, Italien, Sizilien und das frühere Jugoslawien.